# Saint-Jean-de-Touslas
Saint-Jean-de-Touslas è un comune francese di 843 abitanti situato nel dipartimento del Rodano della regione Alvernia-Rodano-Alpi.

## Società

### Evoluzione demografica
Abitanti censiti